# Creugas apophysarius
Creugas apophysarius is een spinnensoort uit de familie van de loopspinnen (Corinnidae).
De wetenschappelijke naam van de soort werd in 1947 als Corinna apophysaria gepubliceerd door Lodovico di Caporiacco.